# Rodas
Rodas – miasto na Kubie, w prowincji Cienfuegos, siedziba gminy o tej samej nazwie. Zostało założone w 1859 jako Lechuzo. Nazwę zmieniono w 1879.